# Synagoge (Assen)

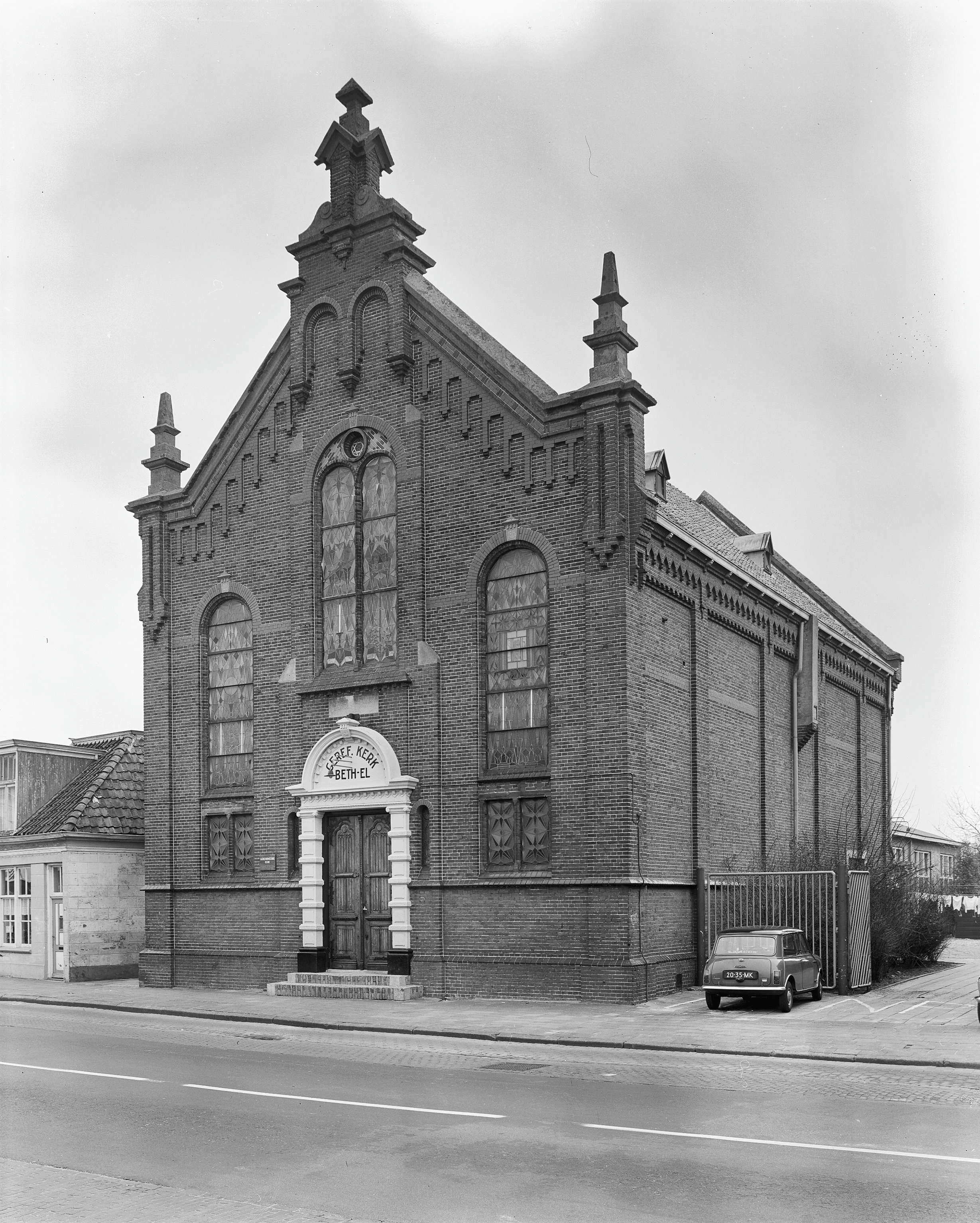
Voormalige synagoge in Assen

De Synagoge van Assen is een voormalige synagoge aan de Groningerstraat in Assen. Sinds 1947 is het onder de naam Bethelkerk in gebruik als kerkgebouw. Het gebouw staat sinds 1994 geregistreerd als rijksmonument.
De Joden, die in de 18e eeuw en begin 19e eeuw in Assen woonden, hadden niet genoeg geld om een eigen synagoge te bouwen. Ze hielden hun diensten in een schuur, tot de gemeenschap hiervoor in 1813 een huis kocht. In 1826 was de gemeente dusdanig gegroeid dat men op zoek ging naar een nieuw gebouw. Pas in 1832 kreeg de joodse gemeenschap van de gemeente Assen een stukje grond aan de Groningerstraat toegewezen. Op 10 augustus van dat jaar werd het gebouw ingewijd.
Bij de viering van het vijftigjarig bestaan van de synagoge in 1882, bleek wel dat deze eigenlijk al te klein was. Er was alleen ruimte voor de eigen gemeenteleden bij de viering, anderen konden niet worden uitgenodigd. In 1899 ging men aan de slag om geld voor een nieuw gebouw bij elkaar te krijgen. In maart 1901 werd de opdracht voor de bouw gegeven aan architect Jan Smallenbroek, die eerder de plaatselijke Noorderkerk had verbouwd en uitgebreid. Al in juli 1901 werd de nieuwe synagoge ingewijd, door opperrabbijn Abraham van Loen, tijdens een drie dagen durend feest.
Ter gelegenheid van 100 jaar synagoge in 1932 kwamen er in voor- en achtergevel nieuwe glas-in-loodramen met voorstellingen van de Bijbelse feesten Pesach, Wekenfeest, Bazuinen- en Loofhuttenfeest en de wetgeving op Sinaï. Ontwerper was Abraham van Oosten, een Joodse architect uit Assen. Deze ramen zijn in 1975 naar Israël gebracht. Twee er van zijn in de eetzaal van kibboets Beit Keshet geplaatst en in 2016 overgebracht naar de synagogeruimte van het Yad Vashem-herdenkingscentrum in Jeruzalem.
In de Tweede Wereldoorlog werd een groot deel van de Joden in Assen door de bezetters gedeporteerd. In 1943 werd de gemeente ontbonden verklaard. De banken werden uit de synagoge verwijderd en naar Kamp Westerbork gebracht, waar er een toneel van werd getimmerd. Na de oorlog keerden maar 23 mensen van de joodse gemeenschap terug in Assen. In 1947 werd besloten het gebouw te verhuren aan de Gereformeerd Vrijgemaakte Kerk.